# Hafid Aggoune
Hafid Aggoune est un écrivain français né à Saint-Étienne.

## Biographie
Ayant vécu à Saint-Étienne jusqu'à l'âge de vingt ans, Hafid Aggoune s'engage ensuite dans des études de lettres modernes et d'histoire de l'art à Lyon, période durant laquelle il écrit et remanie ce qui sera son premier roman.
C'est à Aix-en-Provence qu'il entame une formation aux métiers du livre, à la cité du livre, tout en travaillant son premier manuscrit.
Après un premier passage à Paris, un long séjour à Venise et un retour à Aix-en-Provence, il vit depuis 2002 à Paris.

## Œuvres
Son premier roman, Les Avenirs, paraît en septembre 2004,, et il est récompensé du prix de l'Armitière 2004 et du prix Félix Fénéon 2005.
Son second roman, Quelle nuit sommes-nous ?, paraît à l'automne 2005 aux éditions Farrago. Il obtient le prix de la ville de Limoges en 2007.
En janvier 2008, Hafid Aggoune publie Premières heures au paradis aux éditions Denoël.
En janvier 2009, Hafid Aggoune publie Rêve 78 dans la collection « Joëlle Losfeld » aux éditions Gallimard.
En octobre 2011, Hafid Aggoune participe à l'album N'importe où, hors du monde du groupe Weepers Circus. Il s'agit d'un livre-disque auquel participent une quarantaine d'autres invités, en tant qu'auteurs ou interprètes. Hafid Aggoune y signe un texte inédit (non mis en musique) consacré à sa propre interprétation de ce titre énigmatique de N'importe où, hors du monde, qui est en fait la traduction du titre d'un poème en prose de Charles Baudelaire, Any where out of the world.
En novembre 2012, parution du recueil de nouvelles Les couleurs de chacun, écrit et dirigé par Hafid Aggoune lors d’une semaine de rencontre à l’Abbaye de Saint Riquier, avec un groupe de femmes de l'Association Cardan d'Amiens, pour l'accès de la lecture et de l'écriture à tous (ouvrage hors-commerce lu lors du festival "Ma Parole" d'Amiens).
En mars 2013, réédition de son premier roman Les Avenirs aux éditions Storylab (édition revue et corrigée)
En mars 2014, parution du recueil "Nouvelles du couple" aux éditions France-Empire, sous la direction de Samuel Dock, avec une nouvelle inédite d'Hafid Aggoune.
Les droits de son premier roman "Les Avenirs", initialement édité en 2004 et réédité chez Storylab en 2013, ont été optionnés en mars 2014 par Good Lap Production, ceci pour un long-métrage dont la réalisation a été confiée à Brigitte Lo Cicero (scénario d'Hafid Aggoune et Brigitte Lo Cicero).
À l'occasion de la Coupe du monde de football au Brésil 2014, les éditions Storylab publient un inédit numérique d'Hafid Aggoune, "Et la colère monta dans un ciel rouge et noir", récit court et intense racontant le destin d'un professeur de lettres dans une favela de Rio de Janeiro et les dérives policières.
Parallèlement à l'écriture de romans et de scénarios, Hafid Aggoune fait ses débuts au cinéma dans le rôle d'Alcides Edgardo Ghiggia, joueur de football international uruguayen (passeur et buteur, vainqueur de la finale de la coupe du monde 1950 au Maracana) dans la scène du premier but de la Céleste d'United Passions, un film réalisé par Frédéric Auburtin et produit par Leuviah Films/Thelma Films.
27 août 2015, parution de Anne F. aux éditions Plon dans la collection Miroir, roman sous forme d'une lettre écrite par un professeur à Anne Frank.

« L'un des romans les plus bouleversants de cette rentrée - que dis-je l'un des plus bouleversants que j'ai lu depuis très très longtemps... c'est d'une force et d'une intelligence rare. »

— Sandrine Sebbane (Radio communauté juive, 3 sept. 2015)
Mars 2025, parution du roman "Le mari de la Comtesse de Segur", aux éditions Reconnaissance.
Dans ce roman historique, Eugène de Ségur, mari de la célèbre autrice des Malheurs de Sophie, partage avec nous son histoire. Celle d’un homme marqué par le poids de son héritage et la honte du suicide de son père. Celle d’un homme qui, malgré ses doutes et remises en question, a assuré dans l’ombre la gloire de sa femme et la fortune de Louis Hachette.